# Better Times
Pour plus de détails, voir Fiche technique et Distribution.
Better Times est un film américain écrit et réalisé par King Vidor, sorti en 1919.

## Synopsis
Inspirée par une devise qu'elle a lue sur un calendrier, Nancy Scroggs, la fille du propriétaire d'un hôtel délabré d'une station thermale autrefois célèbre, décide de rassembler quelques clients. Elle se rend à la gare avec sa vieille Ford 1902 et y rencontre Peter Van Alstyne, alors en vacances. En utilisant le raisonnement de la Science chrétienne, elle le convainc de renoncer aux ordres de son médecin et de manger tout ce qu'il veut. Bientôt ils tombent amoureux l'un de l'autre et l'hôtel est en plein essor.
Peter reçoit un télégramme, que Nancy suppose être d'une autre femme, et quitte la ville. Le père de Nancy perd l'hôtel au jeu et se noie. Avec l'argent de l'assurance-vie qu'il lui a laissée, Nancy reprend ses études. Envieuse des lettres d'amour que reçoivent les autres filles, elle fait semblant de recevoir du courrier d'un célèbre joueur de baseball. Pour l'humilier, elles l'emmènent à un match, mais quand elle voit que le joueur est en fait Peter, elle saute dans ses bras.

## Fiche technique
- Titre original : Better Times
- Réalisation : King Vidor
- Scénario : King Vidor
- Photographie : William H. Thornley
- Société de production : Brentwood Film Corporation
- Société de distribution : Robertson-Cole Company
- Pays de production :  États-Unis
- Langue originale : anglais
- Format : Noir et blanc - 35 mm - 1,33:1 - Muet
- Genre : Drame
- Durée : 50 minutes (5 bobines)
- Date de sortie :
  - États-Unis : 22 juin 1919
- Licence : Domaine public

## Distribution
- ZaSu Pitts : Nancy Scroogs
- David Butler : Peter Van Alstyne
- Jack McDonald : Ezra Scroogs
- William De Vaulle : Si Whittaker
- Hugh Fay : Jack Ransom
- George Hackathorne : Tony
- Georgia Woodthorpe
- Julanne Johnston